# Wildbrücke Völkermarkt
Die Wildbrücke Völkermarkt ist eine nach der Firma für Präzisionstechnik Wild GmbH benannte Straßenbrücke in Völkermarkt in Kärnten (Österreich). Sie überquert eine kleine Talsohle östlich der Gemeinde und dient in erster Linie dem Werksverkehr (Logistik der Firma Wild), aber auch der allgemeinen Anbindung an die zwischen Graz und Klagenfurt verlaufende B 70. Das Alleinstellungsmerkmal der Brücke ist der 70 m weite, das Tal überspannende, aus Ultrahochfestem Beton (UHFB) gefertigte Bogen, der bei seiner Fertigstellung 2010 weltweit einzigartig war. Fachleute schätzen die Nutzungsdauer dieses Baustoffs, aus dem dieses Tragwerk errichtet wurde, auf über 200 Jahre und vergleichen es mit den Eigenschaften von Granit.

## Vorgeschichte
Die Expansion der Firma Wild in der ersten Dekade des 21. Jahrhunderts, deren Werksgelände am östlichen Rand der Gemeinde Völkermarkt liegt und die damit verbundene erhöhte Verkehrsbelastung in der Gemeinde machte es nötig, dafür eine Entlastung zu finden. Als beste Lösung einigte man sich, eine Straßenanbindung an die nordöstlich verlaufende B70 zu bauen, wofür allerdings ein kleines Tal zu überwinden war. In Verhandlungen der Kommunalgesellschaft Völkermarkt und der Firma Wild kam man überein, dem Land Kärnten einen entsprechenden Vorschlag zu unterbreiten. Nachdem das Bundesland die Bereitschaft zur Unterstützung des Projekts zugesagt hatte, begannen 2006 die Planungen, mit denen das Ingenieurbüro Zimmermann, Kuss und Partner in Zusammenarbeit mit der TU Graz mit Lutz Sparowitz als deren Fachprofessor und Michael Reichel, damals Mitarbeiter der TU Graz bei Sparowitz, heute KHP Leipzig – Niederlassung Graz, beauftragt wurde. Dass die Wildbrücke letztendlich einmal zu einem Wallfahrtsort für Brücken- und Hochbauexperten werden würde, konnte im Anfangsstadium der Planung noch niemand wissen. Einig waren sich die Beteiligten von Anfang an über eine konzeptionelle Leichtigkeit und Eleganz der Brücke. Und genau dafür eignete sich die Leichtbauweise aus UHFB des Brückenbogens über den Mühlgraben am besten. An den Kosten von zirka 2,6 Millionen Euro beteiligte sich die Firma Wild nach eigenen Angaben zu einem Drittel.

## Die Ausführung
Die 157 m lange und 14 m breite zweispurige Brücke wurde, mit Ausnahme des das Tal überspannenden Bogens, von Strabag aus Kostengründen in konservativer Bauweise mit Trägern aus hochfestem Beton und normalem Straßenbelag erbaut.
Das Bogentragwerk aus UHFB besteht hingegen aus insgesamt zwei parallelen polygonalen Einzelbögen, deren Stützweite fast 70 m beträgt. Beide Brückenbögen bestehen aus jeweils acht 16 m langen Stabsegmenten und vier 8 m langen Scheitelsegmenten, die bei der Firmengruppe Max Bögl vorgefertigt wurden. Sie haben einen hohlkastenförmigen Querschnitt und weisen bei Außenmaßen von 1,20 × 1,20 m eine Wandungsstärke von nur 6 bzw. 10 cm an den abgekanteten Ecken auf. Die Stäbe wurden auf beiden Seiten des Tales auf den zuvor gegossenen Fundamenten mit Hilfe dickwandiger, ebenfalls quadratischer Knotensegmente vertikal vor Ort montiert und dann im sogenannten Bogenklappverfahren gegeneinander geneigt. Um die jeweils vier Teilstücke bis zu den Scheitelknoten beugen zu können, waren die vier in den Fundamenten verankerten Knoten (Kämpferknoten) mit temporären Gelenkbolzen versehen, die nach dem Montagestoß ausbetoniert wurden. Zusätzliche Stabilität erhielten die Bögen durch externe Spannglieder, die im Hohlkastenquerschnitt der Stäbe frei gespannt sind und an den Bogen-Knickstellen durch Hüllrohre in den Knotenelementen umgelenkt werden. Sie sind einzeln austauschbar. Die Montage der Bögen vor Ort und das ganze Klappverfahren dauerte nur etwa zehn Tage.
Der Zustand der Brücke wird kontinuierlich durch ein Monitoringsystem mit fast 40 Sensoren überwacht.

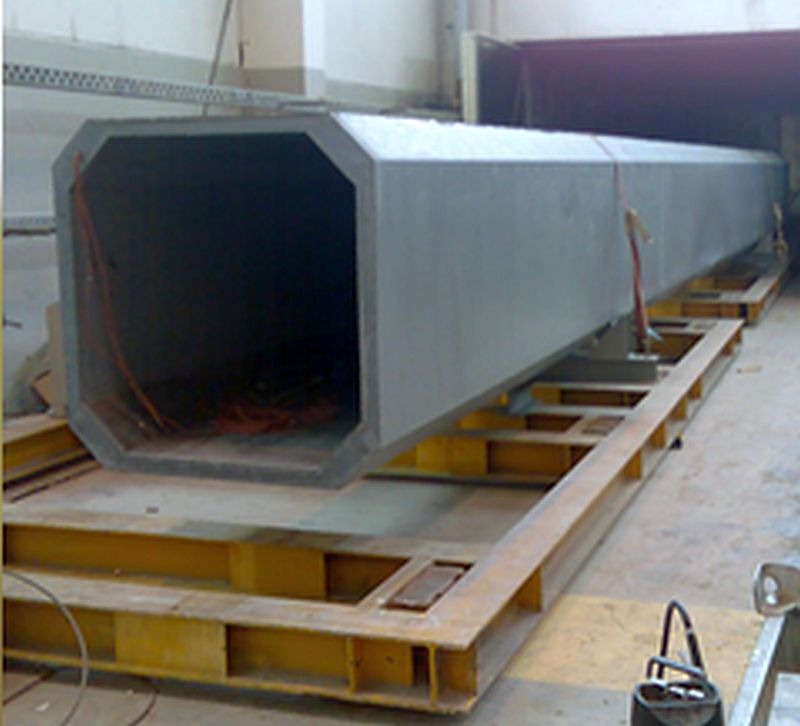
Stabsegment
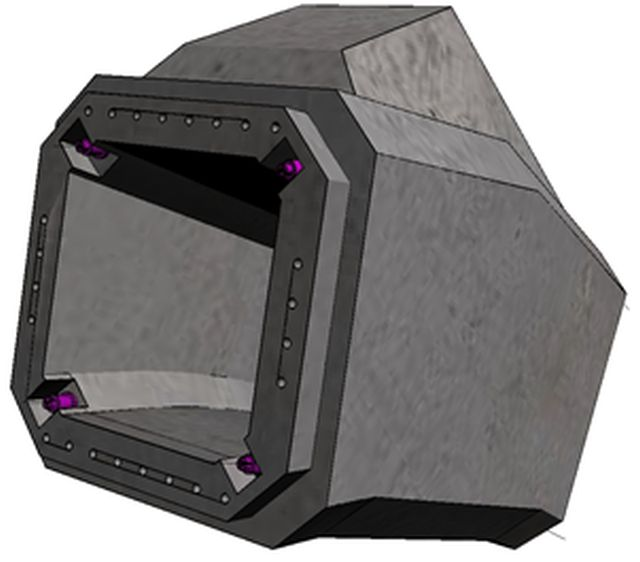
Knotensegment
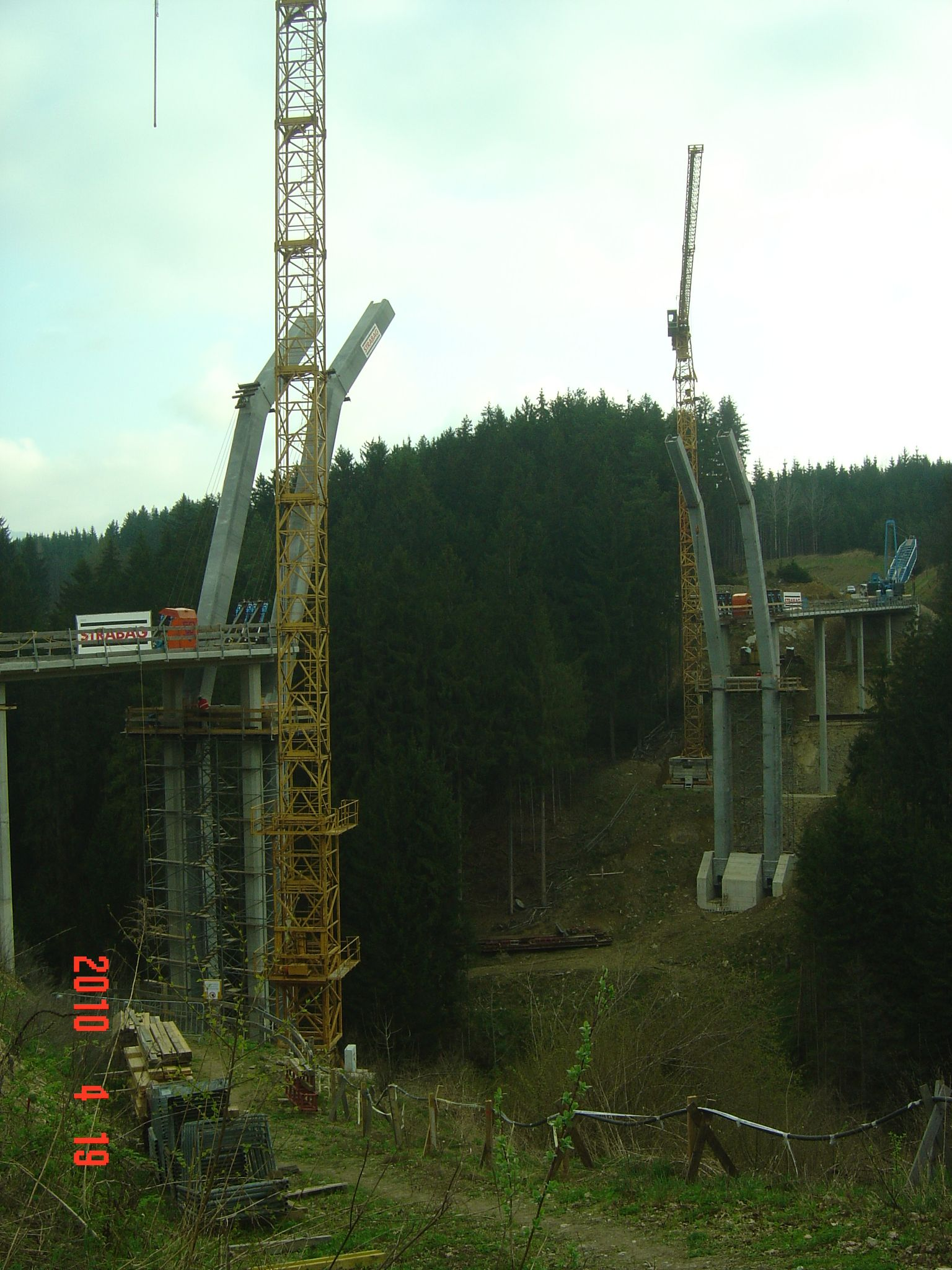
Klappvorgang zur Montage
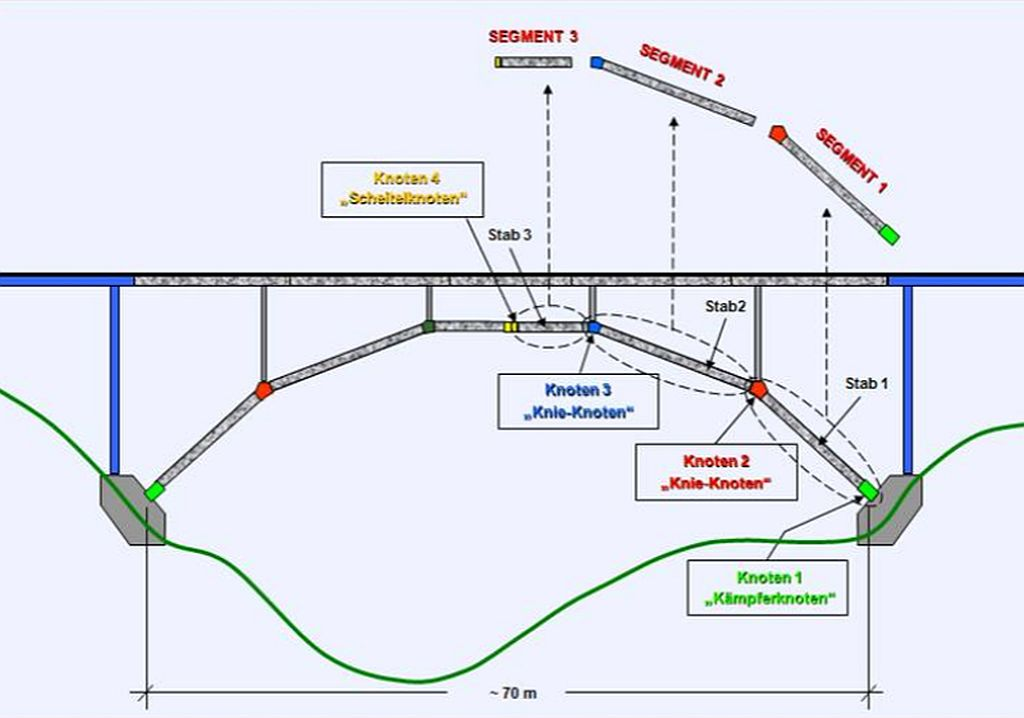
Skizze
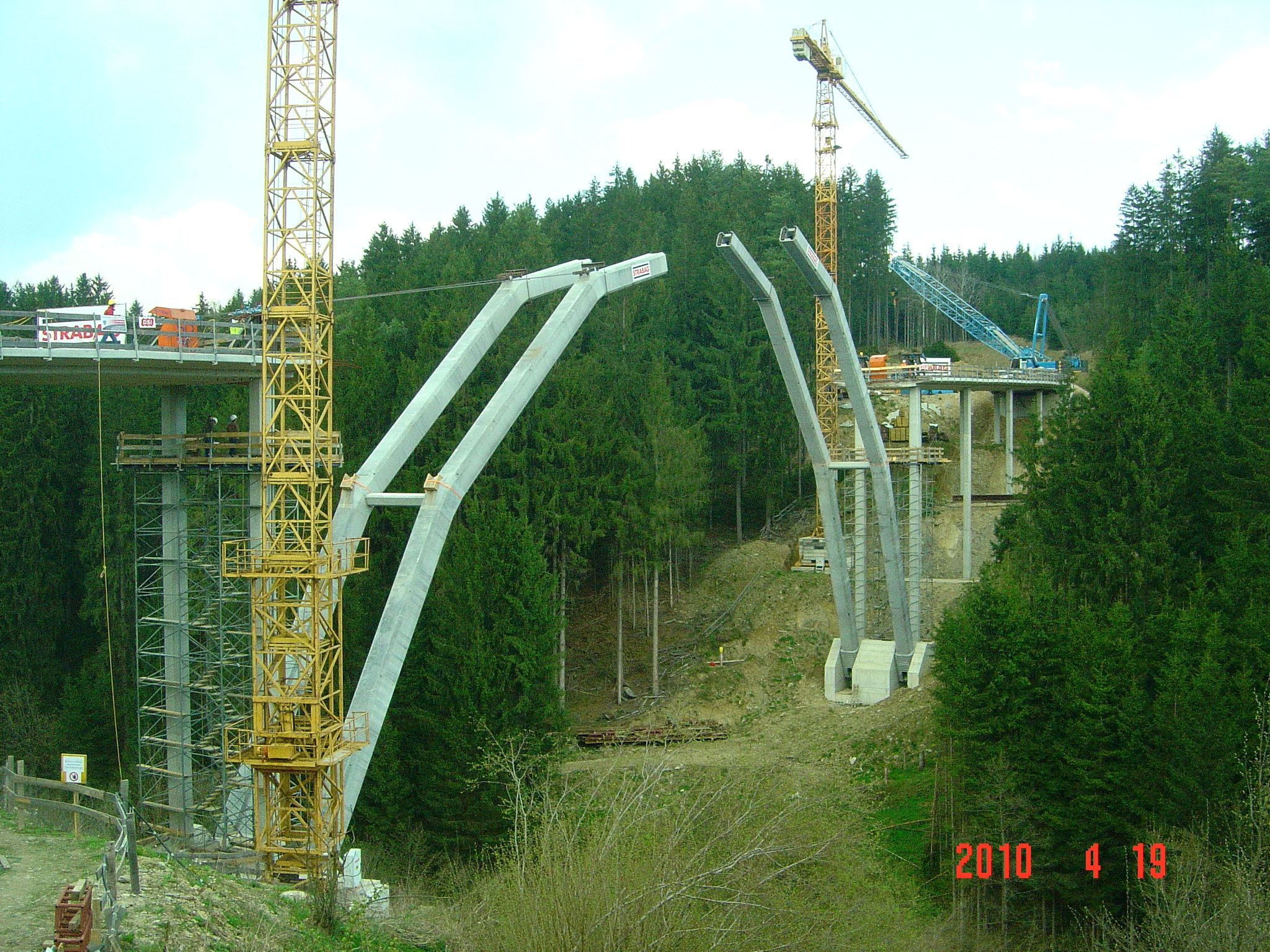
Neigung gegeneinander
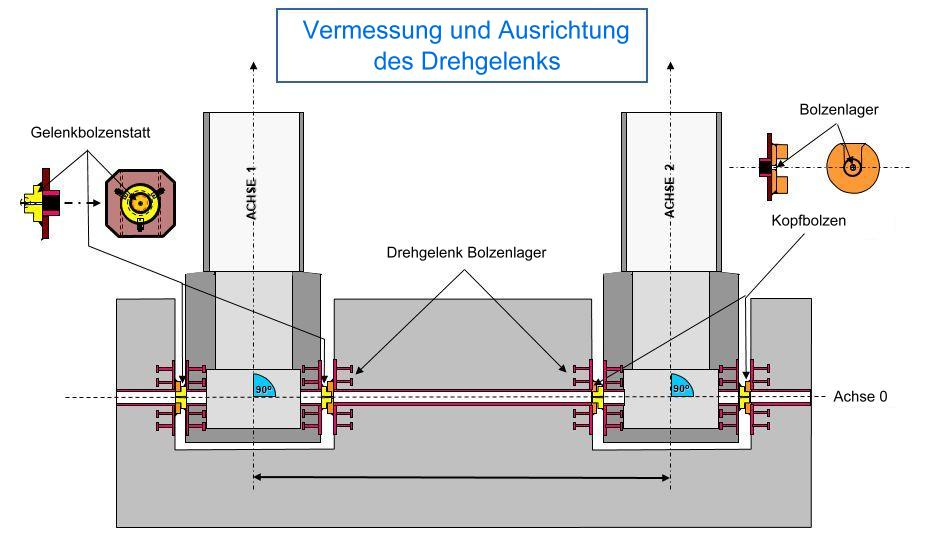
Schwenkscharnier mit Gelenkbolzen
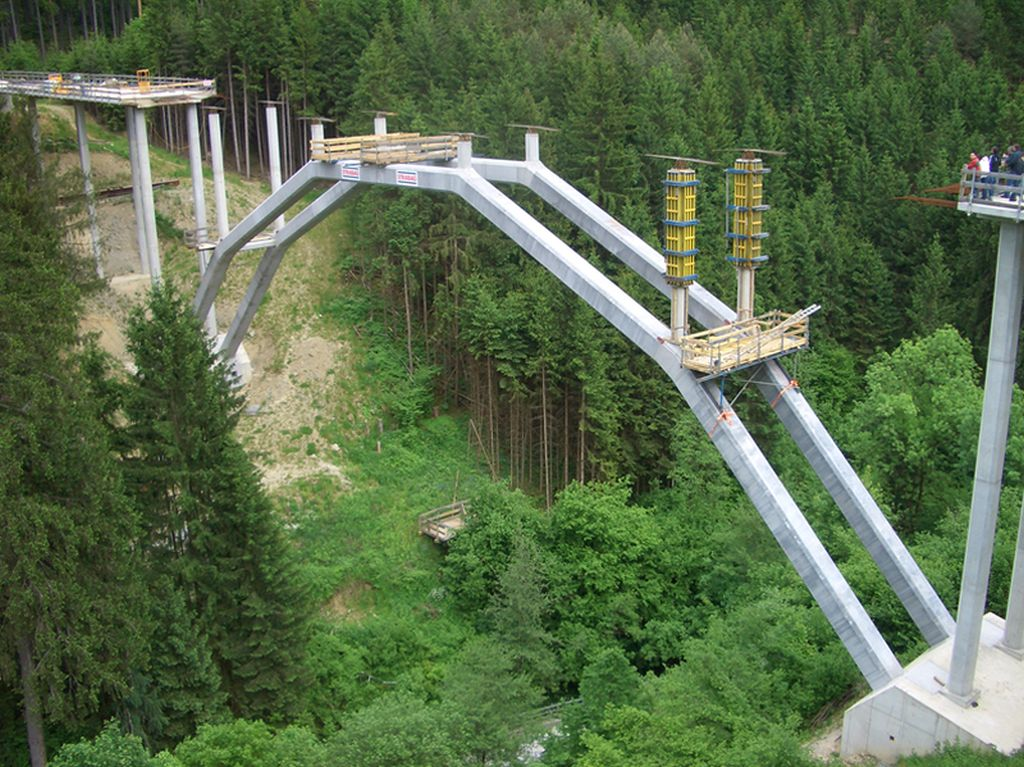
Fertiger Bogen